# باغي (إسفراين)
باغي (بالفارسية: باغی) هي مستوطنة تقع في قسم روئين الريفي (مقاطعة إسفراين) في إيران. يقدر عدد سكانها بـ 517 نسمة .